# سوپرمارین سوئیفت
سوپرمارین سوئیفت (به انگلیسی: Supermarine Swift) یک هواپیمای جت جنگنده تک‌سرنشین بریتانیایی است که توسط نیروی هوایی سلطنتی بریتانیا (RAF) استفاده می‌شد. در طول دهه ۱۹۴۰ و ۱۹۵۰ توسط شرکت سوپرمارین توسعه داده و تولید شد. سوئیفت بسیاری از نوآوری‌های جدید عصر هواپیماهای جت، مانند بال جمع شونده را دارا بود. در ۲۶ سپتامبر ۱۹۵۳، یک سوئیفت F.4 با خلبانی فرمانده مایک لیتگو، رکورد سرعت مطلق جهان را شکست و به سرعت ۷۳۷٫۷ مایل در ساعت (۱۱۸۷ کیلومتر در ساعت) رسید.
پس از یک دوره توسعه طولانی، سوئیفت به عنوان یک هواپیمای رهگیر در سال ۱۹۵۴ وارد خدمت نیروی هوایی سلطنتی شد. با این حال، به دلیل موجی از حوادث در این نسخه، سوئیفت برای مدتی زمین گیر شد و عمر نسبتاً کوتاهی را تجربه کرد. این مسائل با سوئیفت منجر به رسوایی عمومی پیرامون این هواپیما شد و به اعتبار دولت بریتانیا، نیروی هوایی سلطنتی و صنعت هواپیماسازی لطمه زد.
در نهایت، هاوکر هانتر با مشکلات کمتر، بیشتر وظایف در نظر گرفته شده برای این نوع را بر عهده گرفت و تنها نیمی از تعداد سوئیفت‌هایی که قبلاً در نظر گرفته شده بود، ساخته شد. یک نسخه پیشرفته از سوئیفت که قرار بود قادر به پیمودن سرعت‌های فراصوتی باشد، سوپرمارین ۵۴۵ بود که در اوایل دهه ۱۹۵۰ در دست توسعه بود. با این حال، در سال ۱۹۵۵، اساساً به دلیل عملکرد ضعیف سوئیفت، این پروژه لغو شد.

## کاربران
بریتانیا
- نیروی هوایی سلطنتی
  - اسکادران شماره ۲ از نوع FR.5 استفاده می‌کرد.
  - اسکادران شماره ۴ از نوع FR.5 استفاده می‌کرد.
  - اسکادران شماره ۵۶ از انواع F.1 و F.2 استفاده می‌کرد.
  - اسکادران شماره ۷۹ از نوع FR.5 استفاده می‌کرد.

## مشخصات (سوپرمارین سوئیفت FR Mk.5)

نقشه ۳ نمای سوپرمارین سوئیفت

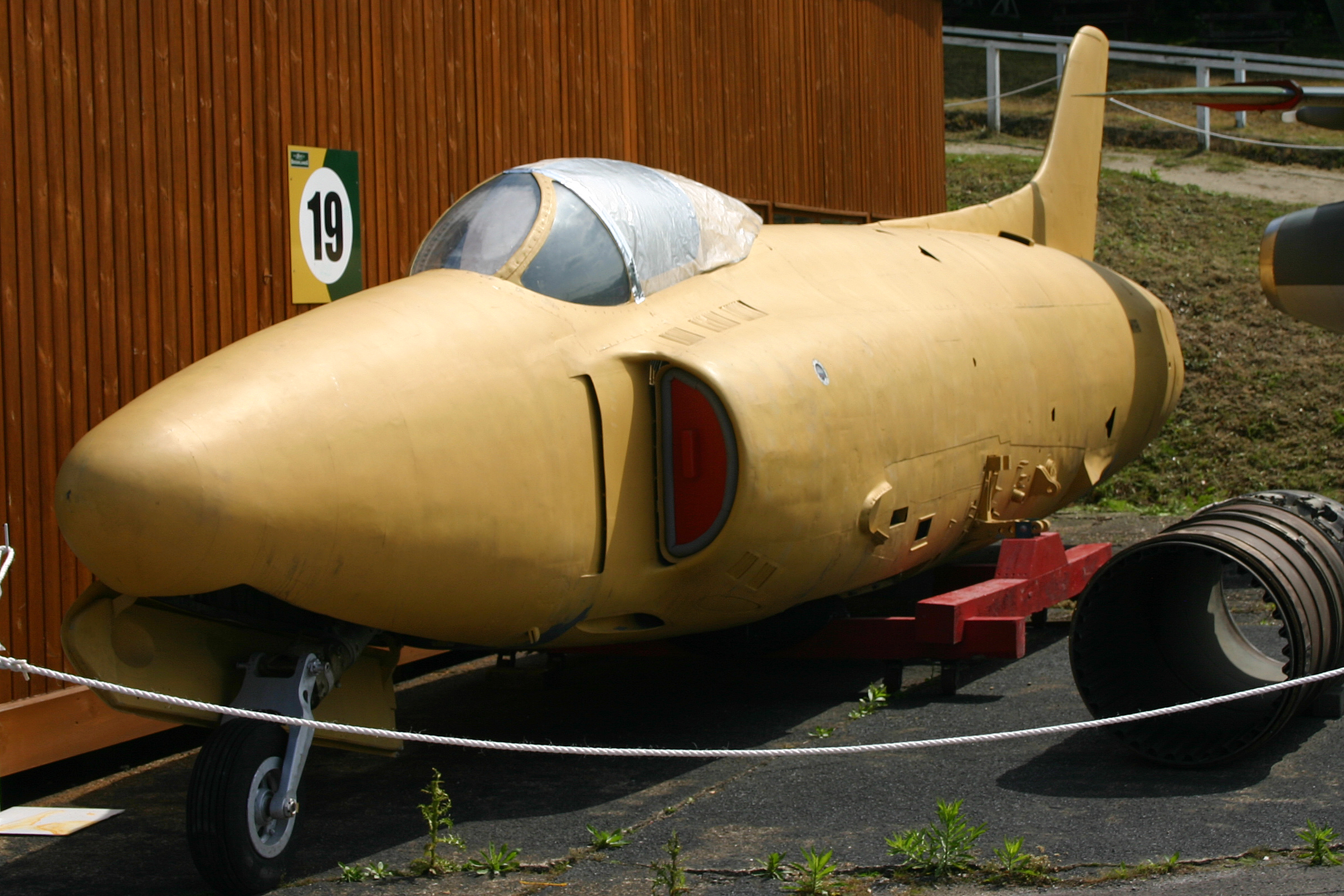
بدنه یک سوئیفت

داده‌ها از Supermarine Aircraft since 1914 (2nd ed.)
ویژگی‌های عمومی
- خدمه: ۱
- طول: ۴۲ فوت ۳ اینچ (۱۲٫۸۸ متر)
- پهنای بال: ۳۲ فوت ۴ اینچ (۹٫۸۶ متر)
- ارتفاع: ۱۳ فوت ۲ اینچ (۴٫۰۱ متر)
- مساحت بال‌ها: ۳۲۷٫۷ فوت مربع (۳۰٫۴۴ متر مربع)
- وزن خالی: ۱۳٬۴۳۵ پوند (۶٬۰۹۴ کیلوگرم)
- وزن ناخالص: ۲۱٬۶۷۳ پوند (۹٬۸۳۱ کیلوگرم)
- ظرفیت سوخت: ۷۷۸ گالون بریتانیایی (۹۳۴ گالون آمریکایی؛ ۳٬۵۴۰ لیتر) مخزن داخلی همراه با ۲۲۰ گالون بریتانیایی (۲۶۰ گالون آمریکایی؛ ۱٬۰۰۰ لیتر) مخزن خارجی جداشونده
- پیشرانه:  عدد موتور توربوجت رولز-رویس اون (Avon 114), ۷٬۱۷۵ پوند-نیرو (۳۱٫۹۲ کیلونیوتن) thrust dry, ۹٬۴۵۰ پوند-نیرو (۴۲٫۰ کیلونیوتن) با پس‌سوز

عملکرد
- حداکثر سرعت: ۶۲۰ گره (۷۱۰ مایل بر ساعت، ۱٬۱۵۰ کیلومتر بر ساعت) در سطح دریا
- بُرد: ۵۴۷٫۵ مایل دریایی (۶۳۰٫۱ مایل، ۱٬۰۱۴٫۰ کیلومتر)
- حداکثر ارتفاع: ۴۵٬۸۰۰ فوت (۱۴٬۰۰۰ متر)
- نرخ صعود: ۱۴٬۶۶۰ فوت بر دقیقه (۷۴٫۵ متر بر ثانیه)
- زمان اوج‌گیری: ۴۰٬۰۰۰ فوت (۱۲٬۰۰۰ متر) در ۴ دقیقه ۴۱ ثانیه

تسلیحات

- اسلحه‌ها: ۲ × ۳۰ میلیمتر (۱٫۱۸۱ اینچ) ADEN cannon
- راکت‌ها: provisions for rockets
- بمب‌ها: provisions for bombs

## همچنین ببینید
توسعه مرتبط
- اسپیت‌فول
- Supermarine Attacker

هواگردهای با عملکرد، پیکربندی و یا دوره زمانی مشابه
- CAC Sabre
- داسو اوراگان
- de Havilland Venom
- گرومن اف-۹ کوگر
- هاوکر هانتر
- میگ-۱۷
- نورث امریکن اف-۸۶دی سبر
- ریپابلیک اف-۸۴اف تاندراستریک
- ساب ۲۹ تونان

فهرست‌های مرتبط
- List of aircraft of the Royal Air Force

### کتابشناسی - فهرست کتب
- Andrews, C. F.; Morgan, E. B. (1987). Supermarine Aircraft since 1914 (2nd ed.). London: Putnam. ISBN 0-85177-800-3.
- Buttler, Tony. X-Planes of Europe II: Military Prototype Aircraft from the Golden Age 1946–1974. Manchester, UK: Hikoki Publications, 2015. شابک ‎۹۷۸−۱−۹۰۲۱۰−۹۴۸−۰ISBN 978-1-90210-948-0
- Winchester, Jim. The World's Worst Aircraft: From Pioneering Failures to Multimillion Dollar Disasters. London: Amber Books, 2005. شابک ‎۱−۹۰۴۶۸۷−۳۴−۲ISBN 1-904687-34-2
- Wood, Derek. Project Cancelled. Macdonald and Jane's Publishers, 1975. شابک ‎۰−۳۵۶−۰۸۱۰۹−۵ISBN 0-356-08109-5

## مطالعه بیشتر
- Birtles, Philip. Supermarine Attacker, Swift and Scimitar (Postwar Military Aircraft 7). London: Ian Allan, 1992. شابک ‎۰−۷۱۱۰−۲۰۳۴−۵ISBN 0-7110-2034-5.
- Curry, Alan and Frank Goodridge. "The Rise and Fall of the Swift." FlyPast: Key Publications, May and July 1987.
- Taylor, John W.R. "Supermarine Swift." Combat Aircraft of the World from 1909 to the present. New York: G.P. Putnam's Sons, 1969. شابک ‎۰−۴۲۵−۰۳۶۳۳−۲ISBN 0-425-03633-2.
- Walpole, Nigel. Swift Justice, the full story of the Supermarine Swift. Pen and Sword Books Ltd. 2004. شابک ‎۱−۸۴۴۱۵−۰۷۰−۴ISBN 1-84415-070-4